# Георгий (Делиев)
Архиепископ Георгий (в миру Спиридон Георгиевич Делиев; 11 (23) декабря 1878, село Каракуба, Мариупольский уезд, Екатеринославская губерния — 8 декабря 1937, Днепропетровск) — епископ Русской православной церкви, архиепископ Днепропетровский, временно управлял Киевской епархией в 1925—1928 годы. Прадед актёра и художника Георгия Делиева.

## Биография
Происходил из мариупольских греков, которые были переселены на таврические земли из Крыма по указу Екатерины ІІ.
В 1902 году окончил Екатеринославскую духовную семинарию и определён законоучителем в церковно-приходскую школу.
С 1905 по сентябрь 1915 года включительно состоял законоучителем коммерческого училища и женской гимназии города Александровска (ныне Запорожье).
В 1915 году поступил в Киевскую духовную академию, которую окончил в 1919 году со степенью кандидата богословия.
15 (28) декабря 1921 года был пострижен в монашество. 26 декабря 1921 (8 января 1922) года хиротонисан во епископа Богуславского и Липовецкого, викария Киевской епархии. Хиротонию возглавил экзарх Украины митрополит Михаил (Ермаков).
После арестов митрополита Михаила (Ермакова) и викарного епископа Уманского Макария (Кармазина) к епископу Георгию с января 1925 года перешло временное управление Киевской епархией. По возвращении в конце 1925 года из ссылки епископа Макария отказался передать ему управление епархией, что вызвало осуждение многих архиереев.
С 1926 года был епископом Таращанским, викарием той же епархии.
С 1928 года — епископ Днепропетровский. В 1930 году возведён в сан архиепископа.
Противодействовал обновленческому и автокефальному движениям на Украине (в частности — лубенский раскол), вместе с другими украинским архиереями осудил григорианский раскол.
В 1932—1933 годах участвовал в зимней сессии Священного синода.
20 мая 1934 года направил Заместителю патриаршего местоблюстителя митрополиту Сергию (Страгородскому) рапорт, в котором поздравлял его с возведением в достоинство митрополита Московского и Коломенского.
В 1936 году арестован. Ему было предъявлено обвинение в том, что он «агент польской разведки, участие в контрреволюционной церковно-фашистской организации». Под нажимом следствия признал себя виновным. Расстрелян по приговору особой тройки УНКВД УССР по Днепропетровской области 30 ноября 1937 года.